# 西垂茉莉
西垂茉莉（学名：Clerodendrum griffithianum）是唇形科大青属的植物。分布在缅甸、印度以及中国大陆的云南等地，生长于海拔800米至1,700米的地区，多生长于山坡林缘和林下，目前尚未由人工引种栽培。